# Maure (Pyrénées-Atlantiques)
Maure ist eine französische Gemeinde mit 88 Einwohnern (Stand 1. Januar 2022) im Département Pyrénées-Atlantiques in der Region Nouvelle-Aquitaine (vor 2016: Aquitanien). Die Gemeinde gehört zum Arrondissement Pau und zum Kanton Pays de Morlaàs et du Montanérès (bis 2015: Kanton Montaner).

## Geographie
Maure liegt ca. 40 km nordöstlich von Pau in der historischen Provinz Béarn am östlichen Rand des Départements und grenzt an einer Enklave des benachbarten Départements Hautes-Pyrénées.
Umgeben wird Maure von den Nachbargemeinden:
|                                        | Bentayou-Sérée                              |                      |
| Momy                                   | Kompassrose, die auf Nachbargemeinden zeigt |                      |
| Villenave-près-Béarn (Hautes-Pyrénées) | Escaunets (Hautes-Pyrénées)                 | Pontiacq-Viellepinte |

Maure liegt im Einzugsgebiet des Flusses Adour. Einer seiner Nebenflüsse, der Louet, durchströmt das Gebiet der Gemeinde.

## Geschichte
Die Häuser lagen schon immer relativ verstreut in dem fruchtbaren Landstrich, so dass die Wohngebäude, die sich um die auf einer Anhöhe gelegenen Pfarrkirche gruppierten, den ersten Kern einer geschlossenen Siedlung bildeten. Sie entwickelte sich allerdings nur langsam im Mittelalter. In der Volkszählung des Béarn im Jahre 1385 wurden in Maure zwölf Haushalte gezählt und vermerkt, dass die Siedlung zur Bailliage des Erzpriestertums von Montaner gehörte. In dieser Zeit legte der Grundherr seinen Sitz auf die im 12. Jahrhundert errichtete Motte, genannt  l’oustaü de Maur domenger. Von 1612 bis zur Französischen Revolution besaß die Familie Lagarde die Grundherrschaft. Per Erlass des französischen Königs wurde aus Maure 1658 eines der Baronate des Béarn. Es umfasste neben Maure auch die Dörfer Samonzet und Serée, die heute zu Bentayou-Sérée gehören. Der letzte Baron, François de Lagarde, war 1786 Mitglied der Ständeversammlung des Béarn. Er besaß einen sprichwörtlichen Mangel an Bescheidenheit: Fièr coum lou barou dé Maouré (deutsch Stolz wie der Baron von Maure).
Toponyme und Erwähnungen von Maure waren:
- Maur (1385, Volkszählung im Béarn) und
- Maure (1750, Karte von Cassini).[3][4]

### Einwohnerentwicklung
Nach einem Höchststand von fast 250 Einwohnern in der ersten Hälfte des 19. Jahrhunderts fiel die Einwohnerzahl bis zu den 1960er Jahren auf 90 zurück, bevor ein moderates Wachstum auf das heutige Niveau von rund 110 Einwohnern einsetzte.
| Jahr      | 1962 | 1968 | 1975 | 1982 | 1990 | 1999 | 2006 | 2009 | 2022 |
| --------- | ---- | ---- | ---- | ---- | ---- | ---- | ---- | ---- | ---- |
| Einwohner | 99   | 86   | 92   | 99   | 103  | 116  | 109  | 115  | 88   |

## Sehenswürdigkeiten
- Pfarrkirche, geweiht Martin von Tours. Der Fund von Resten eines früheren Laienklosters am Fuß des Ringwall um die Motte lässt darauf schließen, dass sich dort ebenfalls eine einfache Kirche befunden hat. Die heutige Pfarrkirche hat im 14. oder 15. Jahrhundert das alte Gotteshaus ersetzt. Das einschiffige Langhaus ist im Westen mit einem Glockengiebel mit Verdachung abgeschlossen, der von wuchtigen Strebewerken gestützt wird, Im Osten durch eine pentagonale Apsis. Wie die meisten Kirchen im Béarn erlitt auch die Pfarrkirche von Maure zahlreiche Beschädigungen während der Hugenottenkriege. Nachdem sie 1569 in Brand gesteckt worden war, wurde sie in der ersten Hälfte des 18. Jahrhunderts restauriert, wie die Jahreszahlen „1716“ auf dem Stützpfeiler der Empore und „1743“ auf dem Schlussstein des Bogens über dem Eingang belegen. In dieser Zeit wurde der Chor mit Tafelwerk verschönert und der neue Hauptaltar aus vergoldetem Holz aufgestellt. 1761 wurde der Baron Samson de Lagarde in der Pfarrkirche bestattet. Seine Grabplatte aus grauem Marmor ist wie viele andere Ausstattungsgegenstände aus dem 17. bis 19. Jahrhundert als nationales Kulturgut registriert.[7][8]

- Reste der mittelalterlichen Burg. Sie wurde im 12. Jahrhundert auf einem künstlich angelegten Erdhügel errichtet. Dieser viereckige Donjon ruhte auf einem runden Hügel von rund fünf Metern Höhe, umrundet von Gräben, deren Spuren heute noch gut zu erkennen sind. Das Ganze wurde von einer Ringmauer geschützt, die eine Mauerstärke von 2,50 m bis 3 m aufwies und von der heute einige Mauerstücke im Südwesten des Areals zu sehen sind. Die Häuser nordwestlich des Geländes zeigen offensichtlich Wiederverwendungen des Materials des Donjons, ausgeführt während der Französischen Revolution.[9]

## Wirtschaft und Infrastruktur

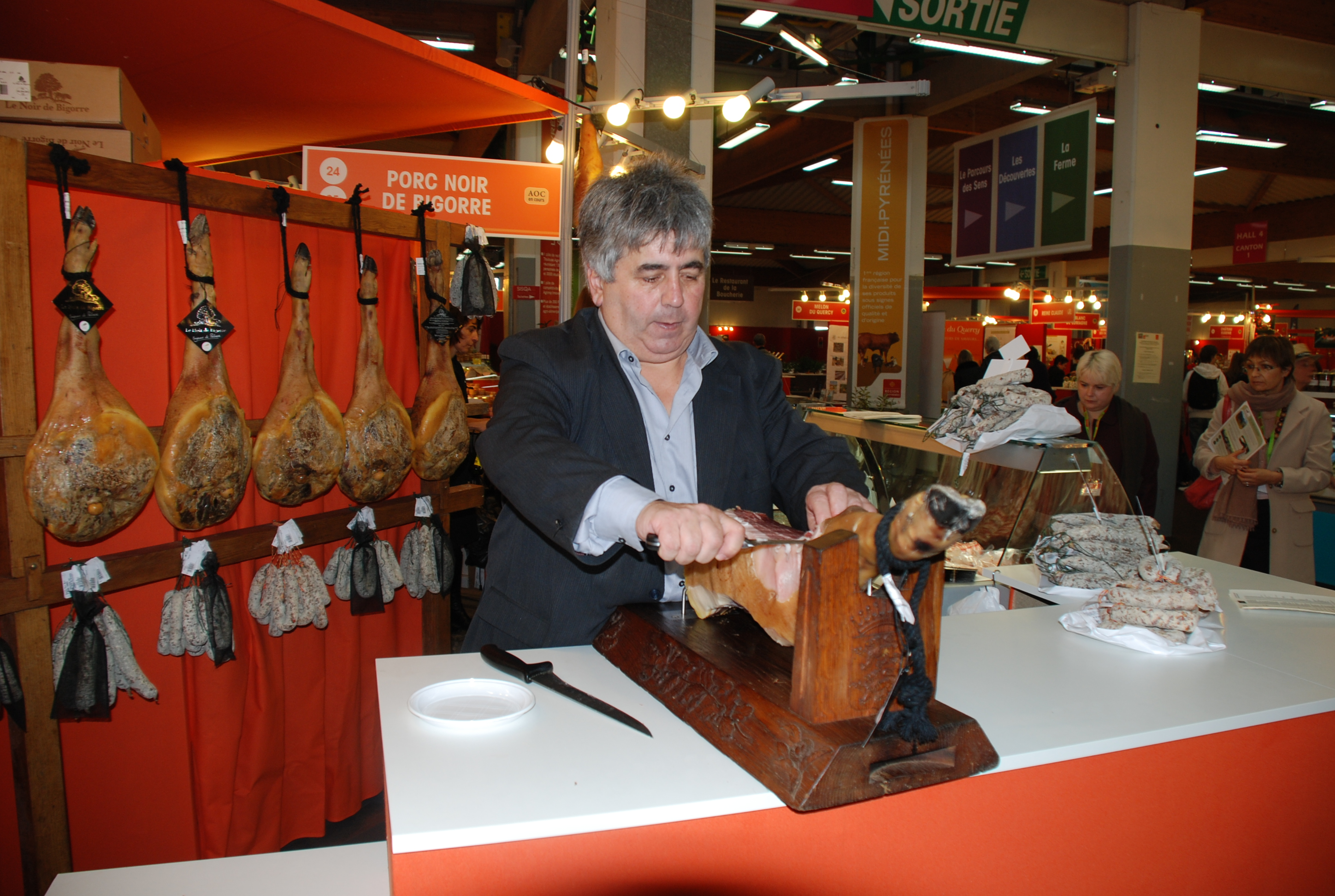
Porc Noir de Bigorre Schinken

Die Wirtschaft der Gemeinde wird hauptsächlich durch die Landwirtschaft bestimmt. Maure liegt in den Zonen AOC der Schweinerasse Porc noir de Bigorre und des Schinkens Jambon noir de Bigorre.

### Verkehr
Maure wird durchquert von den Routes départementales 7, und 47.